# Svanetià
El svanetià o svan (en svan: ლუშნუ ნინ/შკა̈ნ, lušnu nin/šḳän i en georgià: სვანური ენა, svanuri ena) és una de les llengües caucàsiques del grup meridional, parlada per unes 30.000 persones a Svanètia, a les muntanyes de Geòrgia. És un idioma fortament amenaçat, per la manca de reconeixement oficial i les migracions internes degudes a factors econòmics. Va néixer cap al 2000 aC i és el més diferent del seu grup.
La seva fonètica és rica, amb abundància de vocals (ja que cadascuna pot ser llarga o breu) i consonants aspirades. Per escriure-la s'usa l'alfabet georgià. Presenta declinacions amb sis casos i bastantes irregularitats.

## Dialectes
La llengua svan es divideix en quatre dialectes:
- Bal superior (aproximadament 15.000 parlants): Uixguli, Kala, Ipar, Mulakh, Mestia, Lenzer, Latal.
- Bal inferior (aproximadament 12.000 parlants): Betxo, Tskhumar, Etser, Par, Txubekh, Lakham.
- Lashkhià: Lashkh.
- Lentekhià: Lentekhi, Kheled, Khopur, Rtskhmelur, Txolur.

## Fonologia

### Consonants
|           | Bilabial      | Dental           | Palatal          | Velar         | Uvular    | Glotal |
| --------- | ------------- | ---------------- | ---------------- | ------------- | --------- | ------ |
| Oclusiva  | pʰ b pʼ ფ ბ პ | tʰ d tʼ თ დ ტ    |                  | kʰ ɡ kʼ ქ გ კ | qʰ qʼ ჴ ყ | ʔ ჸ    |
| Fricativa | f v ჶ ვ       | s z ს ზ          | ʃ ʒ შ ჟ          | x ɣ ხ ღ       |           | h ჰ    |
| Africada  |               | tsʰ dz tsʼ ც ძ წ | tʃʰ dʒ tʃʼ ჩ ჯ ჭ |               |           |        |
| Nasal     | m მ           | n ნ              |                  |               |           |        |
| Líquida   |               | l, r ლ, რ        | j ჲ              | w ჳ           |           |        |

### Vocals
|               | Anterior      | Anterior   | Anterior   | Anterior      | Central       | Central    | Posterior  | Posterior  |
| no arrodonida | no arrodonida | arrodonida | arrodonida | no arrodonida | no arrodonida | arrodonida | arrodonida |            |
| curta         | llarga        | curta      | llarga     | curta         | llarga        | curta      | llarga     |            |
| ------------- | ------------- | ---------- | ---------- | ------------- | ------------- | ---------- | ---------- | ---------- |
| Tancada       | [ i ] ი i     | [ iː ] ი̄ ī | [ y ] უ̈ ü  | [ yː ] უ̄̈ ű    |               |            | [ u ] უ u  | [ uː ] უ̄ ū |
| Semitancada   |               | [ eː ] ჱ ė |            |               | [ ə ]¹ ჷ ə    |            |            |            |
| Semioberta    | [ ɛ ] ე e     | [ ɛː ] ე̄ ē | [ œ ] ო̈ ö  | [ œː ] ო̄̈ ő    | [ ə ]¹ ჷ ə    |            | [ ɔ ] ო o  | [ ɔː ] ო̄ ō |
| Oberta        | [ æ ] ა̈ ä     | [ æː ] ა̄̈ ã |            |               | [ a ] ა a     | [ aː ] ა̄ ā |            |            |

Les vocals en negreta són estàndards a tots els dialectes.
1. Pot variar entre [ə] i [ɨ]
2. Generalment no s'escriuen els diacrítics